# Grewia palodensis
Grewia palodensis là một loài thực vật có hoa trong họ Cẩm quỳ. Loài này được E.S.S.Kumar & al. mô tả khoa học đầu tiên năm 2001.